# 朱桓
朱桓（177年—238年），字休穆，吳郡吳縣（今江苏省苏州市）人，東漢末至三國時代孫吳勢力的重要武將。以勇烈聞名，曾在濡須之戰擊敗曹仁，朱桓一戰成名；多次抵禦曹魏的侵擾，官至前將軍。

## 生平

### 平剿賊寇
孫權剛接手江東，被曹操表為討虜將軍時，朱桓就已經在孫權麾下任職，曾任餘姚縣長，後遷任蕩寇校尉，獲授兵二千人，並到吳郡和會稽二郡招攬散卒，一年之間就招得萬多人。及後丹陽郡和鄱陽都有山賊起事，攻擊附近城池並殺害官吏，更加在當地各處聚集駐紥，朱桓於是督領諸將領兵討伐，將他們一一平定。因功遷裨將軍，封新城亭侯。

### 偃旗息鼓
黃武元年（223年），朱桓後來接替周泰任濡須督。朱桓率領一萬偏師在濡須城對抗曹仁數萬主力全師，曹魏大司馬曹仁領步騎數萬人進攻濡須。曹仁故意聲稱要東攻羡溪進行聲東擊西，朱桓於是分派五千人別軍前往羨溪抵擋，但別軍出發後，就接得曹仁率軍進攻濡須城的消息，朱桓立刻遣使追回別軍，但尚未回到魏軍就來到。朱桓剩下半數兵力，於是激勵：「凡兩軍交戰，勝負在於將領的能力，而不在於兵卒的多寡。你們聽聞曹仁的用兵，怎麼能和我朱桓比呢？兵法所說防守方只需半數兵力就可以抵擋數倍敵軍，這指的是平原作戰，沒有城池作為守備的情況下，勝負取決於將士是否勇敢、進退是否一致。現在敵方的曹仁既沒有指揮才能也不勇猛，況且他的士卒十分膽怯，千里跋涉，人困馬乏，我朱桓和諸位將軍，一起據守高大的城防，南面瀕臨大江，北面倚靠山陵，以逸待勞，以主制客，這正是百戰百勝的優勢。即使曹丕親自前來，尚且不用擔憂，何況只是曹仁之輩呢！」手下五千將士，並將濡須城上的旗子放倒並停止擊鼓，從城墻外看起來薄弱，故意向曹仁示弱誘敵。曹仁於是派兒子曹泰攻濡須城，別遣將軍常雕督諸葛虔和王雙乘油船攻吳軍兵士妻兒所在的濡須中洲；自己則留在橐皋作後援。朱桓自己領兵擊曹泰，而別遣將領嚴圭與駱統進攻常雕等人；最終常雕、諸葛虔被殺、王雙被俘，朱桓親自抵擋曹泰，火攻燒毀敵營曹仁軍逃走，期間有數千魏軍遇溺戰死。朱桓因功獲封嘉興侯，遷奮武將軍，遙領彭城相。

### 勇烈強識
黃武七年（228年），鄱陽太守周魴詐降引誘曹魏大司馬曹休。曹休中計，領步騎十萬到皖城接應周魴，此時陸遜統領朱桓和全琮各督三萬人迎擊曹休，曹休見中計，但自恃兵多而決心一戰。朱桓曾獻計領兵到夾石和挂居，一舉生擒曹休，繼而可以攻下壽春和佔領淮南地區，但陸遜認為不可行，沒有使用。及後朱桓與全琮和陸遜兵分三路攻擊曹休，斬殺萬多人，萬輛牛馬車乘，軍資器械亦都全數略奪。
黃龍元年（229年），朱桓拜前將軍，領青州牧，假節。

### 震挫敵銳
嘉禾六年（237年）曹魏廬江主簿呂習請東吳派軍，他作為內應開城門讓吳軍入城，東吳於是派全琮統率大軍前往，朱桓亦有跟隨，但到後事情敗露，唯有撤軍，途中經過一條溪流，魏廬江太守李膺率兵意圖在渡河時突襲，但見朱桓殿後，因為忌憚他而不敢出擊。是時孫權派胡綜參軍事。
赤烏元年（238年）朱桓逝世，享年六十二歲，死時家無餘財，孫權於是賜五千斛鹽給朱家處理後事。兒子朱異承襲爵位。

## 性格特徵
- 朱桓親待士民，在任餘姚長時，遇到疫症橫行，穀糧價格都大漲，朱桓分派良吏向士民親自送上藥物和食物，士民對他亦十分感激。亦善待吏士，贍養他們的親族，俸祿和產業都和他們平分，因而在朱桓病重時他的部下親族都十分憂心，死後他們亦十分思念他。
- 朱桓為人爭強好勝，不甘居於人下，領軍交戰時若被人規範節度，軍隊不能自由調度就會大為怨憤。如於237年，孫權派偏將軍胡綜宣傳詔令，並參與軍事；全琮此時與朱桓出征廬江無功而還，全琮於是打算分派將士給諸將，四處侵襲，希望有所斬獲才回國。朱桓因為不願在下，不願受差遣，自全琮得知他的打算後更為憤怒，全琮於是聲稱是孫權派來的胡綜的建議。朱桓更為憤恨，於是命人請胡綜來，一個部下知道後在軍營前截下胡綜，朱桓見胡綜沒有來，知道是那個部下通報，一怒之下殺了他；佐軍進諫，朱桓也將他殺了。後託詞發狂，到建業治病，孫權因為他的功績才沒有治罪。
- 朱桓輕財重義，更有極強的記憶力，見過的人數十年都不會忘記，即使是萬多名部曲的妻兒也全都認識。

## 評價
- 陳壽：“桓性護前，恥為人下，節度不得自由而憤激。然輕財貴義，兼以強識。與人一面，數十年不忘。”“朱桓以勇烈著聞。”
- 陸機：於是張昭為師傅，周瑜、陸公、魯肅、呂蒙之疇入為腹心，出作股肱；甘寧、凌統、程普、賀齊、朱桓、朱然之徒奮其威，韓當、潘璋、黃蓋、蔣欽、周泰之屬宣其力；風雅則諸葛瑾、張承、步騭以聲名光國，政事則顧雍、潘濬、呂範、呂岱以器任幹職，奇偉則虞翻、陸績、張溫、張敦以諷議舉正，奉使則趙咨、沈珩以敏達延譽，術數則吳範、趙達以禨祥協德，董襲、陳武殺身以衛主，駱統、劉基強諫以補過，謀無遺算，舉不失策。
- 張栻：“自古倚長江之險者，屯兵據要，雖在江南，而挫敵取勝，多在江北。故呂蒙築濡須塢，而朱桓以偏將卻曹仁之全師；諸葛恪修東興堤，而丁奉以兵三千，破胡遵七萬。轉弱為強，形勢然也。”

## 三國演義
在《三國演義》一書中，後期戰役朱桓常與全琮出陣，於第38回中首次登場。在第85回「劉先主遺詔託孤兒　諸葛亮安居平五路」中，朱桓奉命抵抗曹仁大軍，時年方二十七歲，小說稱其「極有膽略」。結果朱桓親斬曹仁軍前鋒常雕，大敗曹軍，立下戰功。後來，在96回「孔明揮淚斬馬謖　周魴斷髮賺曹休」中，陸遜與周魴合謀誘戰曹休，並向孫權舉薦朱桓為左都督。朱桓獻計於夾石、掛車二路以柴木大石阻路以擒曹休，雖不為所用，但魏國謀士賈逵亦曾慮及此計，可見朱桓有先見之明。

## 搜神記
在中國神怪作品《搜神記》中，有一段故事與朱桓有關。書中記載有一種名為「落頭民」的異人，在夜間頭部能以耳為翼，離開身體飛走，至翌晨前才回到身體。朱桓有一名侍婢，就是這種「落頭民」，朱桓後來發現此婢夜間會飛頭而去，認為她是妖怪，不敢收留，於是著她離開。後來朱桓再遣人體察此事，才知道婢女不是妖怪，飛頭而去只是這類人種的特性而已。

## 延伸阅读
[在维基数据编辑]
 《三國志·卷56》，出自陳壽《三國志》